# Catenaria ramosa
Catenaria ramosa är en svampart som beskrevs av W. Martin 1978. Catenaria ramosa ingår i släktet Catenaria och familjen Catenariaceae.   Inga underarter finns listade i Catalogue of Life.